# Gröna faran
Termen Gröna faran, engelska: Green Scare, är uppkommen efter Röda faran eller McCarthyism från 1940-50-talen, som börjat användas av miljöaktivister för att hänföra den amerikanska regeringens tilltag mot den radikala miljörörelsen i USA.
Första kända gången termen användes var den 12 februari 2002 vid congressional hearings "Det eko-terroristiska hotet" (The Threat of Eco-Terrorism) som tog upp grupper som Earth Liberation Front (ELF) och Animal Liberation Front (ALF). Vårutgåvan av det fängelsestödjande zinet eller nyhetsbrevet, Spirit of Freedom definierade termen som "taktiken som den amerikanska regeringen och alla dess tentakler (FBI, IRS, BATF, Joint Terrorism Task Force, lokala police, rättssystemet) använder för att attackera ELF/ALF och speciellt de som offentligt stödjer dom".
Termen har använts av aktivister för att beskriva en våg av gripanden, fällningar och åtal av ELF- och ALF-verksamma som gjordes 2006 med anklagelser som förstörelse, mordbrand med mera.

## Annan betydelse
På 1980-talet var Gröna faran ett smeknamn på datorterminalen Facit 4431, som då var populär inom universitetsvärlden i Sverige.  Namnet syftar troligen på dess grönskimrande monokroma CRT-skärm.